# Fosnøy
60°46′27″N 04°54′42″Ø / 60.77417°N 4.91167°Ø
Fosnøy er en ø i Austrheim kommune i Vestland fylke i Norge.
Den har et areal på 26,3 km² og udgør næsten halvdelen af kommunens areal. Øen ligger øst for Fedjefjorden og vest for Lindåshalvøen. I nord ligger indløbet til Fensfjorden. Øen har broforbindelse både til Lindås i øst og til Radøy i syd.
Den største by på øen er kommunens administrationsby Årås.